# خط ۴ متروی شیراز
خط ۴ متروی شیراز یکی از خطوط متروی شیراز است. این خط به طول تقریبی ۱۷ کیلومتر با ۱۷ ایستگاه در راستای شرقی-غربی قرار گرفته‌است از پل احسان شروع شده و پس از طی کردن بلوار شهید رجایی در  فرهنگ‌شهر، بلوار پاسداران، بلوار استقلال، مشیر شرقی، مشیر کهنه، بلوار سیبویه و بلوار الزهرا عبور می‌نماید و در نهایت به بلوار مدرس در کنار فضیلت به اتمام می‌رسد و به خطوط ۱، ۲، ۵ و ۶ متصل خواهد شد
عملیات اجرایی فاز یک این خط حد فاصل ایستگاه رازی تا استقلال در ۲۱ مهرماه ۱۴۰۲ آغاز شد. این فاز به طول ۵٫۶ کیلومتر با ۸ ایستگاه خطوط یک و دو را حد فاصل بلوار مدرس (ایستگاه رازی) و خیابان انقلاب (ایستگاه استقلال) به هم متصل می‌کند. در این تاریخ پروژه اتصال خطوط ۱ و ۴ مترو شیراز در مجاورت حرم احمد بن موسی نیز با ۶ ایستگاه به طول ۲ کیلومتر آغاز به کار کرد.

## ایستگاه‌ها
| شماره | نام           | موقعیت                      | وضیعت       | بازگشایی | تقاطع         |
| ----- | ------------- | --------------------------- | ----------- | -------- | ------------- |
| ۱     | رازی          | بلوار مدرس، بلوار رازی      | در دست ساخت |          |               |
| ۲     | ایثار         | بلوار رازی، بلوار ایثار     | در دست ساخت |          |               |
| ۳     | شهرداری       | بلوار رازی، شهرداری منطقه ۲ | در دست ساخت |          |               |
| ۴     | زینبیه        | بلوار زینبیه                | در دست ساخت |          |               |
| ۵     | آستانه        | حرم سید علاءالدین حسین      | در دست ساخت |          |               |
| ۶     | شاهزاده قاسم  | میدان شاهزاده قاسم          | در دست ساخت |          | آنتنی شاهچراغ |
| ۷     | دروازه کازرون | دروازه کازرون               | در دست ساخت |          |               |
| ۸     | استقلال       | ابتدای بلوار استقلال        | در دست ساخت |          |               |

| شماره | نام          | موقعیت             | وضیعت       | بازگشایی | تقاطع |
| ----- | ------------ | ------------------ | ----------- | -------- | ----- |
| ۱     | زندیه        | چهارراه زند        | در دست ساخت |          |       |
| ۲     | چهارراه مشیر | چهارراه مشیر       | در دست ساخت |          |       |
| ۳     | سه‌راه نمازی  | سه‌راه نمازی        | در دست ساخت |          |       |
| ۴     | شهید دستغیب  | بلوار شهید دستغیب  | در دست ساخت |          |       |
| ۵     | شاهچراغ      | حرم شاهچراغ        | در دست ساخت |          |       |
| ۶     | شاهزاده قاسم | میدان شاهزاده قاسم | در دست ساخت |          |       |